# Jardins del Mirador de l'Alcalde

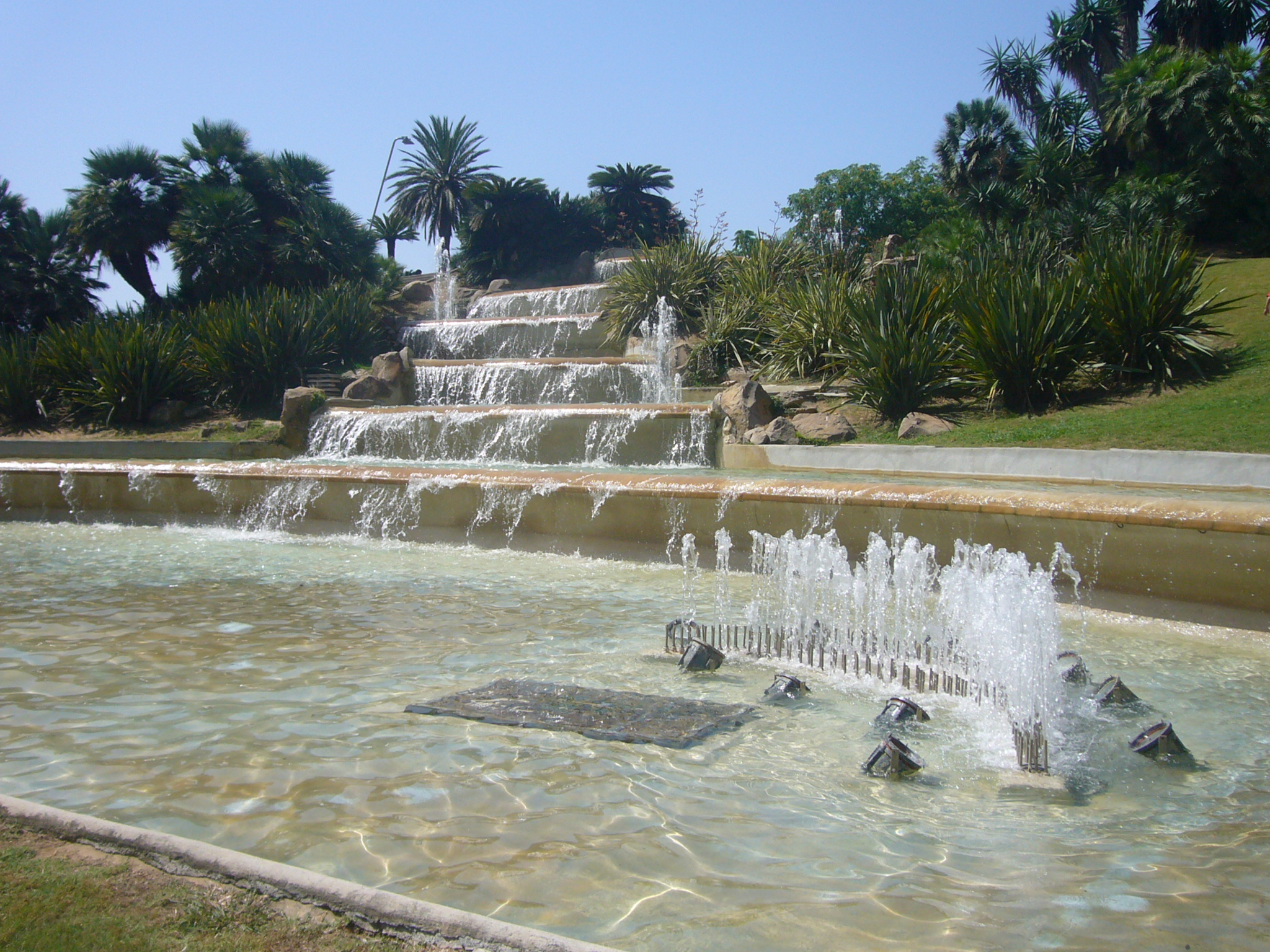
Font ornamental dels Jardins del Mirador de l'Alcalde, dissenyada per Carles Buïgas

Els Jardins del Mirador de l'Alcalde estan situats a la muntanya de Montjuïc, a Barcelona, aprofitant el fort pendent de la muntanya prop del castell de Montjuïc. El Mirador de l'Alcalde forma part del Passeig dels Cims, un projecte paisatgístic d'ordenació de les cotes altes de Montjuïc, des de Miramar fins al carrer del Foc.
L'espai es distribueix en diversos replans a diferents nivells, connectats entre si per trams d'escales de pedra i per parterres de suaus pendents que el fan completament accessible sense haver de superar cap graó. L'entrada inferior, situada a tocar de l'estació intermèdia El Mirador del Telefèric de Montjuïc i de la gran esplanada que hi ha a dalt de tot dels Jardins de Joan Brossa, dona accés al primer nivell del parc. Des d'aquest lloc es disposa d'una excepcional vista de la ciutat i del Port de Barcelona, amb el mar al fons. Al segon nivell hi ha l'estany que recull l'aigua de la cascada, que arriba des de l'estany que hi ha al tercer nivell. La font ornamental, dissenyada per Carles Buïgas, vessa la seva aigua en petites plataformes que configuren una cascada que va a parar l'estany inferior, també amb una font ornamental. Al quart nivell, a dalt de tot, el jardí finalitza en una placeta.

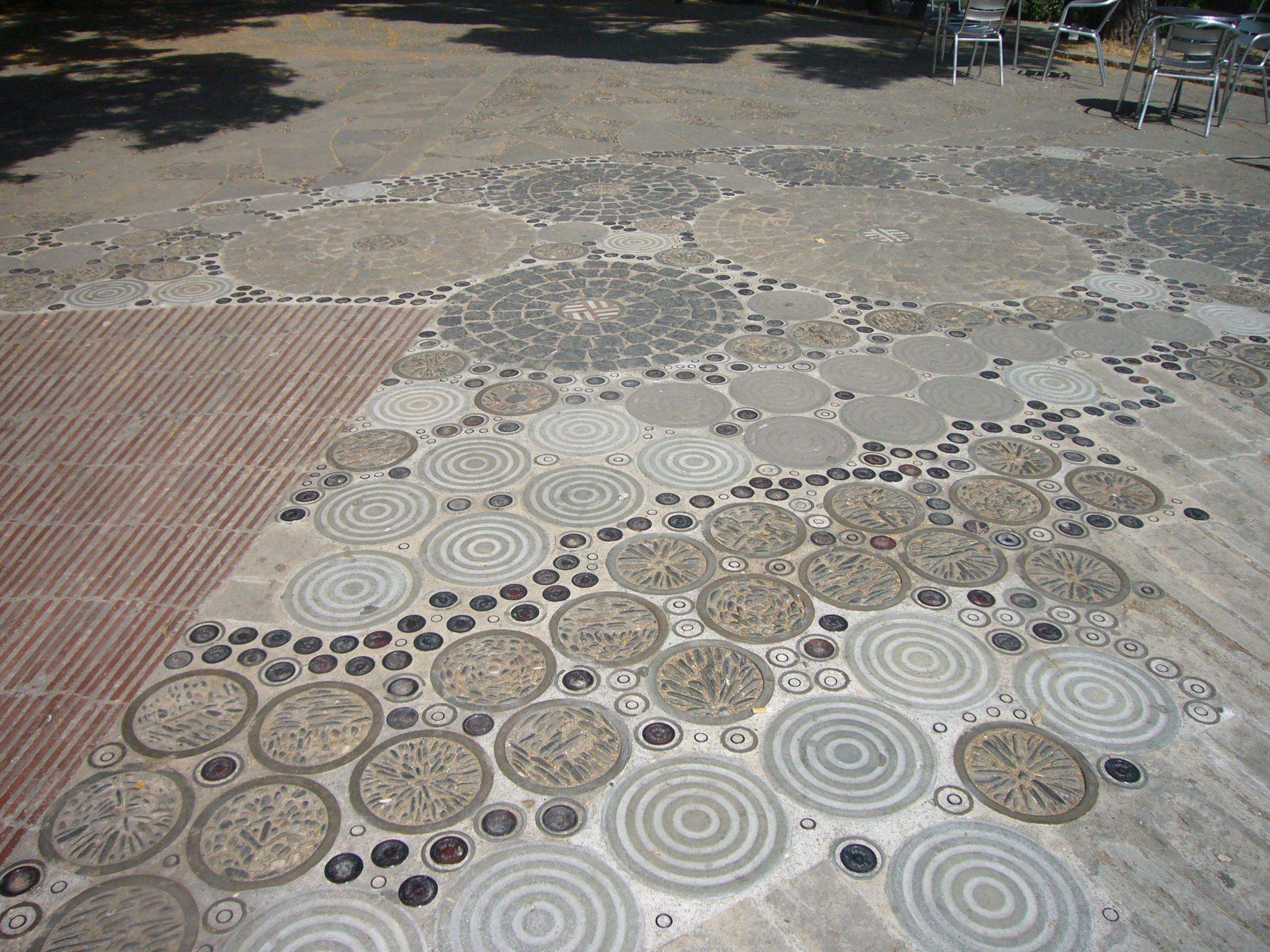
Paviment artístic, dissenyat per Joan Josep Tharrats

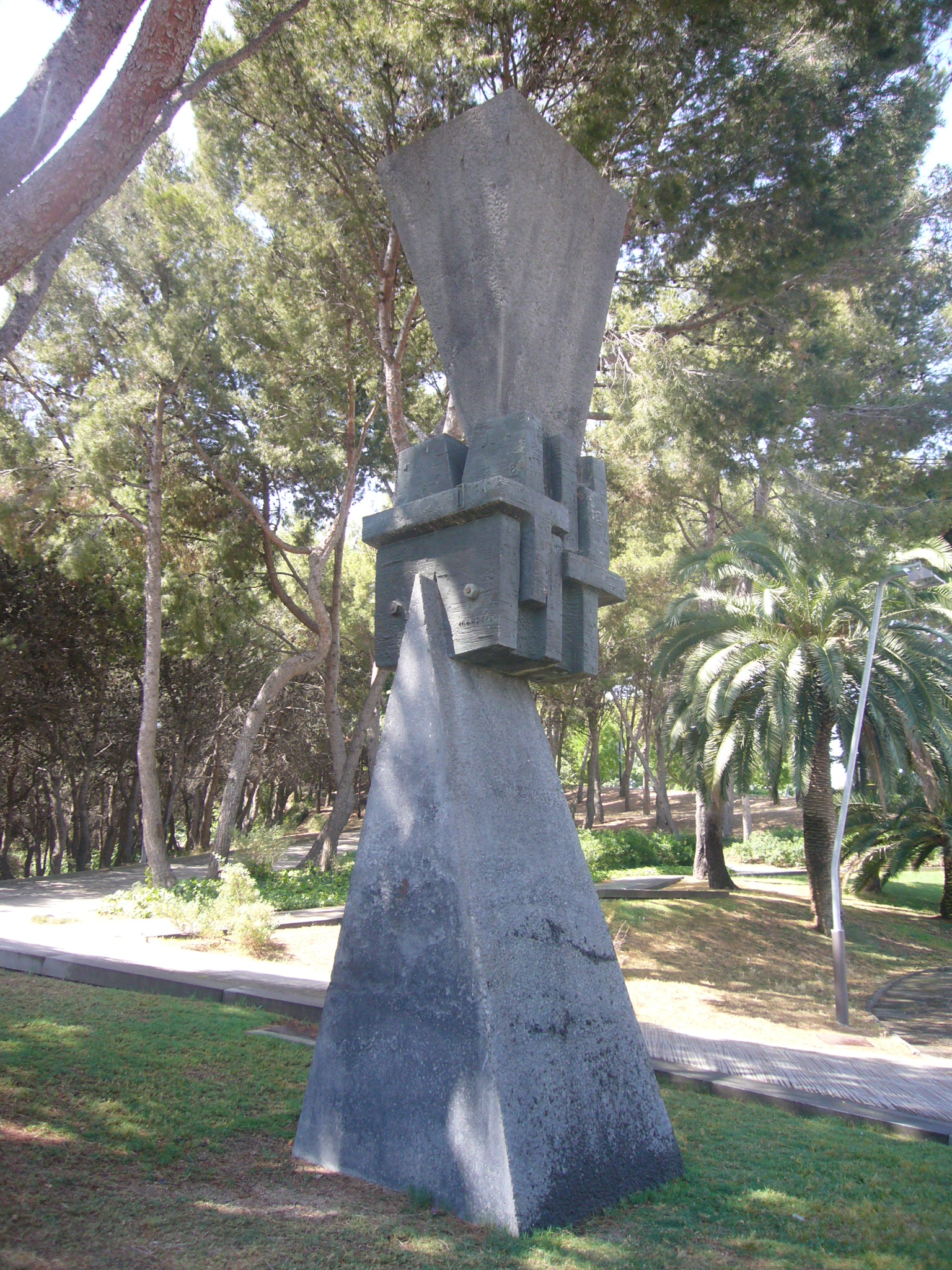
Homenatge a Barcelona, escultura de Josep Maria Subirachs (1969)

El paviment del Mirador de l'Alcalde forma part del Catàleg del Patrimoni Artístic de Barcelona. Es tracta d'un mosaic de 420 m2 dissenyat per l'artista Joan Josep Tharrats. Per a la seva realització es van fer servir materials com còdols, llambordes, maons, rajoles posades de cantó, culs d'ampolla, peces de formigó, peces de ferro diverses (cadenes, rodes dentades, filaments, cargols i femelles, planxes... procedents de maquinària desballestada) o fragments de tapes de registres dels serveis urbans del subsòl.
Al nivell superior hi ha l'escultura Homenatge a Barcelona, de Josep Maria Subirachs, inaugurada el març de 1969 i sufragada per la Caixa d'Estalvis i Mont de Pietat de Barcelona amb motiu del 125è aniversari d'aquesta entitat financera. Davant l'entrada del nivell inferior, fora dels jardins, hi ha l'escultura de la Sardana, obra de Josep Cañas i Cañas.

## Història
L'any 1960, el general Franco va cedir a la ciutat el castell de Montjuïc amb la condició d'instal·lar-hi, entre altres coses, un museu militar. Aquest fet va comportar la urbanització i l'enjardinament dels voltants del monument i de l'àrea de Miramar.
Les obres es van iniciar el 1962 i es van executar en diverses etapes fins al 1969, any de la seva inauguració, amb José María de Porcioles com a alcalde. Per encàrrec de Porcioles, la font que hi ha al centre del parc va ser dissenyada per Carles Buïgas i Sans, l'autor de la Font Màgica de Montjuïc.
El mirador va ser renovat mantenint el disseny original a càrrec de l'enginyer de camins, canals i ports Albert Serratosa i Palet. Es restaurà el paviment i la barana, es substituïren les instal·lacions d'enllumenat públic i de reg, i fou reinaugurat el mes de gener de 2009 amb una festa amb la presència del llavors Alcalde de Barcelona Jordi Hereu.

## Vegetació
A més dels grans parterres de gespa, al Mirador de l'Alcalde hi destaca una gran pineda, principalment de pi blanc (Pinus halepensis), que hi ha a la dreta del jardí i les palmeres. Hi ha molts margallons (Chamaerops humilis) i també washingtònies (Washingtonia robusta) i palmeres de Canàries (Phoenix canariensis). En l'enjardinament també destaquen les ciques (Cycas revoluta) de grans dimensions.